# Черинганул
Черинганул (рум. Cerânganul) — село у повіті Мехедінць в Румунії. Входить до складу комуни Стингечауа.
Село розташоване на відстані 224 км на захід від Бухареста, 48 км на схід від Дробета-Турну-Северина, 55 км на північний захід від Крайови.

## Населення
За даними перепису населення 2002 року у селі проживали 98 осіб, усі — румуни. Усі жителі села рідною мовою назвали румунську.